# BNP Paribas
BNP Paribas (Euronext: BNP, TYO: 8665) es el banco más grande de Europa y Francia y el sexto más grande del mundo por volumen de activos. Fue creado el 23 de mayo de 2000 por la fusión de la Banque Nationale de Paris (BNP) y Paribas. Junto con la Société Générale y Crédit Lyonnais forma el llamado grupo de los "tres viejos" bancos de Francia. Forma parte del CAC 40. La sociedad de Nadhmi Auchi, General Mediterranean Holdings (GenMed), es su mayor accionista. Según el abogado de Auchi, desde 2001 GenMed ha reducido su participación en BNP Paribas alrededor de un 0.4 por ciento del total de las acciones del banco, cerca de la mitad del patrimonio que poseía anteriormente. Dicho porcentaje le mantendría en todo caso dentro de los mayores accionistas particulares del banco según el New York Times.
El 6 de octubre de 2008, BNP Paribas alcanzó un acuerdo con el gobierno belga para adquirir parte del Grupo Fortis, que había sido intervenido en una acción conjunta de las autoridades de Bélgica, Holanda y Luxemburgo. BNP Paribas adquirió el 75% de Fortis Bank y el 100% de Fortis Insurance Belgium, mientras que el estado belga mantuvo el 25% restante de la división bancaria y Fortis Group conservó Fortis Insurance International.
En la misma operación el estado belga adquiere el 11,6% del capital de BNP Paribas y se convierte, de hecho, en el mayor accionista. El estado luxemburgués adquiere por su parte el 1,1% de BNP Paribas.

## Historia
BNP fue creado en 1966 por la fusión de la Banque Nationale du Commerce et de l'Industrie (BNCI) y el Comptoir National d'Escompte de Paris (CNEP). BNP fue privatizado en 1993.
Originalmente Compagnie Financière de Paris et des Pays-Bas (Corporación Financiera de París y los Países Bajos), la Compagnie Financière de Paribas se convierte simplemente en Paribas en 1998 tras adquirir la Compagnie Bancaire.
En 1999 BNP y la Société Générale libraron una compleja batalla en el mercado continuo, con la Société Générale pujando por Paribas y BNP pujando por la Société Générale y contrapujando Paribas. La oferta de BNP por la Société Générale fracasó, mientras que la oferta por Paribas condujo a la fusión de BNP y Paribas.
Hasta 2001, todas las rentas Iraquíes del Programa petróleo por alimentos se mantuvieron en una cuenta de garantía bloqueada manejada únicamente por BNP Paribas. Más tarde, el dinero fue tenido por varios bancos internacionales innominados.

## Crítica

### Operación bursátil errónea (mistrade) de más de 163 millones de euros
El 28 de mayo de 2016, el semanario alemán FOCUS publicó un artículo acerca de una operación bursátil errónea de más de 163 millones de euros en la que estaría implicado el banco BNP Paribas. Según esta información, el banco habría vendido títulos por valor de 326.400 euros, cifrando posteriormente su valor real en 163 millones de euros.
El banco no se habría percatado del error durante varios días, periodo en el cual el BNP volvió incluso a confirmar el precio. Según la revista, una cancelación de la operación debida a la regulación sobre operaciones bursátiles incorrectas tan solo habría sido posible hasta el día siguiente. En el artículo se citan las siguientes palabras de su abogado Mario Bögelein: «Un banco que no repara en un error de esta magnitud actúa con negligencia grave y por ello no merece ser protegido»

## Actividades

### Perfil
BNP Paribas es el mayor banco de la eurozona por el total de activos y el segundo en capitalización bursátil según la revista The Banker. Emplea a 192.000 personas, de las cuales 145.000 trabajan en Europa y tiene presencia en más de 74 países. Las actividades del banco van desde las finanzas a las inversiones.
En Francia, BNP Paribas da servicios de banca al por menor con 2200 sucursales y cerca de 3200 cajeros automáticos. BNP Paribas sirve 6 millones de hogares franceses y 60.000 clientes corporativos.

### Filiales

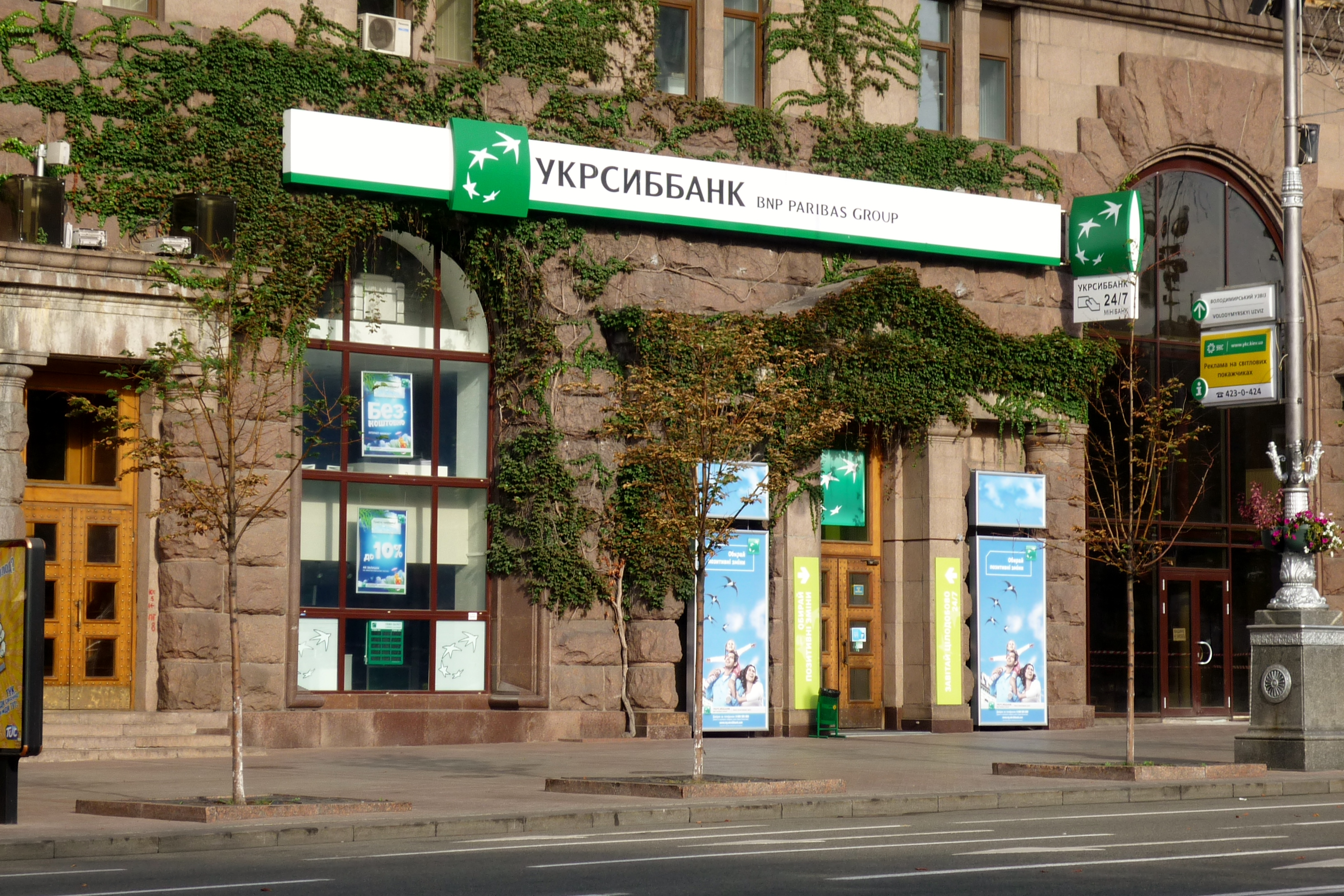
Sucursal bancaria de UkrSibBank, Calle Jreshchátyk, en Kiev.

- ARVAL, leasing
- Banque de Bretagne
- Banco Cetelem
- BNP Paribas Personal Investors
- BNP Paribas Lease Group
- BancWest (Bank of the West & First Hawaiian Bank)
- BNP Paribas Hong Kong
- Atisreal
- BNP Paribas Arbitrage
- FundQuest
- BNP Paribas Securities Services
- BMCI (Banque Marocaine pour le Commerce et l'Industrie)
- BNPP Personal Finance
- BNP Paribas Real Estate
- UkrSibBank (Ucrania)
- BNL Banca Nazionale del Lavoro (Italia)

## Accionistas
| Accionista          | Participación |
| ------------------- | ------------- |
| Estado francés      | 17,03%        |
| Estado belga        | 10,7%         |
| Axa                 | 5,2%          |
| Estado luxemburgués | 1,1%          |